# رامين أوت
رامين شاهين أوت (بالإنجليزية: Ramin Shahin Ott)‏ (مواليد 22 يونيو 1986 في ساموا الأمريكية) لاعب كرة قدم ساموي أمريكي دولي يجيد اللعب في خط الهجوم . يلعب حاليا لصالح نادي باي أوليمبيك النيوزيلندي منذ 2008 .

## روابط خارجية
- رامين أوت على موقع الاتحاد الدولي (مؤرشف)  (الإنجليزية)
- رامين أوت على موقع قاعدة بيانات كرة القدم.إي يو (الإنجليزية)
- رامين أوت على موقع ناشيونال فوتبول تيمز (الإنجليزية)
- رامين أوت على موقع عالم كرة القدم.نت (الإنجليزية)